# Третьяков Павло Михайлович
Павло́ Миха́йлович Третьяко́в (рос. Павел Михайлович Третьяков, 15 (27) січня 1832, Москва, Російська імперія — 4 (16) грудня 1898, Москва, Російська імперія) — московський підприємець, купець, власник паперових фабрик, меценат, засновник картинної галереї суто російського національного мистецтва в місті Москва. Галерея отримала назву за прізвищем засновника.

## Батьки і родина Третьякових
Батько, Третьяков Михайло Захарович (1801—1850), купець, що не мав доброї освіти, але сильно її цінував. Родина мешкала в Замоскворіччі, районі, що лежав навпроти Кремля по той бік річки Москва. Михайло Захарович мав дев'ятеро дітей, Павло був старшим і дуже здібним.
У 1848 році під час епідемії скарлатини в родині Третьякових померло четверо молодших дітей. Тоді вперше батько написав заповіт, де зазначив: «Синів від торгівлі і від свого стану не відсторонювати, усім дати добру освіту».
Мати — Олександра Данилівна.

## Переселення в Лаврушинський провулок
В кінці 1851 року родина, вже без батька, купує садибу в Лаврушинському провулку. Будинок був дерев'яним, без підмурків, але мав службові корпуси і сад. Входини святкували у січні 1852 року разом з весіллям однієї з дочок — Єлизавети Михайлівни.

## Перша зустріч з Петербургом
Строга мати лише у жовтні 1852 р. дозволила одному зі старших синів поїхати в Петербург, але не одному, а під наглядом старшого касира.
Обидва подорожні не гаяли часу, придбали квитки в столичні театри, а днями знайомились з самим європейським містом Російської імперії. Встиг Павло побувати і в театрах, і в Петербурзькій академії мистецтв. Часами Третьяком ходив залами музею Імператорський Ермітаж.
Він ще в Москві колекціонував книги, гравюри, естампи. Після мистецьких скарбів Петербурга мрія зібрати власну колекцію картин заволоділа молодим Третьяковим.

## 1854 рік

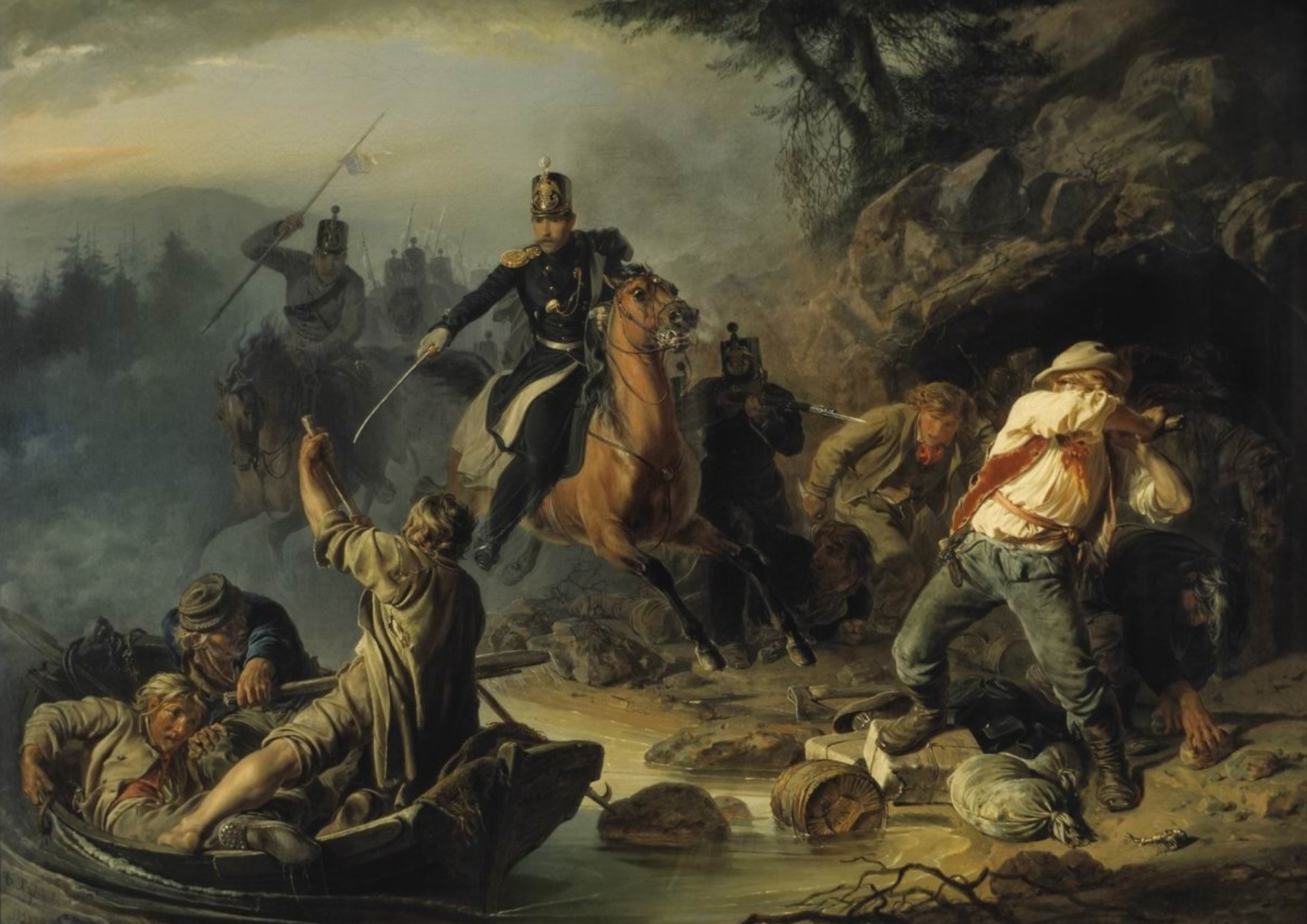
Василь Худяков. «Сутичка фінських контрабандистів з вояками»

З цього року Павло Третьяков почав збирати картини. Першим придбанням було декілька картин художників Голландії 17 ст. Але відвідини галереї Ф. Прянішнікова, що збирав картини російських художників, переорієнтували Павла на колекціонування картин російських. Першими картинами російських майстрів в збірці Третьякова були «Сутичка фінських контрабандистів з вояками» Василя Худякова та картина Н. Шильдера «Зваблення дівчини хазяйкою публічного дому».
Голландські картини Павла не пропали. Західноєвропейський живопис почав збирати молодший брат — Сергій Михайлович. Збірка не була великою і не мала занадто великих імен. Але ціла низка відомих майстрів Західної Європи в збірці була, головним чином з Франції (Франсуа Мілле, Жуль Бастьєн-Лепаж , Жак-Луї Давід, одна картина Делакруа, Діаз де ла Пенья, Шарль Добіньї, Каміль Коро, Маріано Фортуні). За часів СРСР колекцію вилучили і частково розпродали, частково передали в Музей образотворчих мистецтв в Москві.

## Одруження Павла Третьякова
Павло довго не одружувався і наважився на це лише у 1865 р. Дружиною стала двоюрідна сестра відомого мецената і мільйонера Савви Івановича Мамонтова — Віра Миколаївна Мамонтова. В родині було семеро дітей, але один син помер, а другий був розумово відсталим.

## Приватні галереї Москви
В Москві 19 століття не було значного музею образотворчих мистецтв, роллю якого в Петербурзі відігравав Імператорський Ермітаж. Аби позбавити себе піклування про створення музею, царський уряд розпорядився перевезти з Петербурга в Москву Рум'янцевський музеум разом з його великою бібліотекою. Перевезення викликало обурення і спротив в Столиці, але уряд музей перевіз. Бібліотека згодом стане основою для Національної бібліотеки Росії, як її назвуть у 21 столітті. А Рум'янцевський музеум за часів СРСР об'єднають з Музеєм красних мистецтв, що організував і вибудував Володимир Іванович Цвєтаєв, батько геніальної поетеси Марини Цвєтаєвої . Сюди ж передадуть і приватну збірку західноєвропейських майстрів Сергія Третьякова.
Роллю мистецьких центрів в Москві виконувало декілька приватних галерей — Прянишникова, Цвєткова, пізніше Морозова, Щукіна, Харитоненка тощо. Колекціонери розділилися на збирачів російського і західноєвропейського мистецтва, хоча були і збірки сумісні.
Надзвичайно цінною була збірка західноєвропейських картин при Голіцинській лікарні в Москві, серед яких були картини, не представлені в Ермітажі. У 1886 р. царський уряд вивіз картини в Ермітаж, а в Москву передали декілька робіт з кладових.
Приватна колекція Павла Третьякова російських майстрів пензля значно підвищила рівень збірок в Москві, бо виконала роллю національного музею, який так і не спромігся зробити в другій столиці царат до 1917 року.

## Вирубаний сад заради галереї
Павло Третьяков наважувався раз у раз вирубувати власний сад заради нової добудови до галереї. В залах розпорядився повісити термометри, аби не допустити різких коливань температури. Наглядачі та служителі галереї ночували в залах на переносних ліжках, оберігаючі скарби галереї. Підлоги мили, а потім натирали до блиску. Перенос картин був дуже обережним, аби завадити розтріскуванню фарб на полотні. Пилюку з рам і картин знімали м'якими пензлями. Картини галереї дозволялося копіювати і фотографувати. Вхід у галерею був безкоштовним.
Третьяков розумів велике значення рами для картини. З цього приводу він радився з художниками, а необхідні рами замовляв в майстерні одного француза. Мистецтво підбору рам для картин було втрачене за часів СРСР.

## Самовласний Павло Третьяков
Мета Третьякова створити велику і повноцінну збірку картин національного мистецтва швидко відрізнила його збірку від низки інших московських. Поступово самовласний Павло Третьяков купує картини художників, що йому не дуже подобаються, або твори, яких не було в збірці. Так, Третьяков купує картини визначного художника Карла Брюллова, представника академізму і свідомого емігранта з Російської імперії. Аби мати твори художників, представників 18 століття, купує портрети Дмитра Левицького, українця за походженням, картини українського художника Трутовського, Рєпіна. Серед картин 18 століття Третьяков придбав полотна Нікітіна, Антропова, Рокотова, Боровиковського, Аргунова — а це найкращі майстри століття. Свої почесні місця в галереї займуть і представники російського імпресіонізму — Валентин Сєров, Костянтин Коровін, єврей Левітан, найкращий з російських пейзажистів доби.

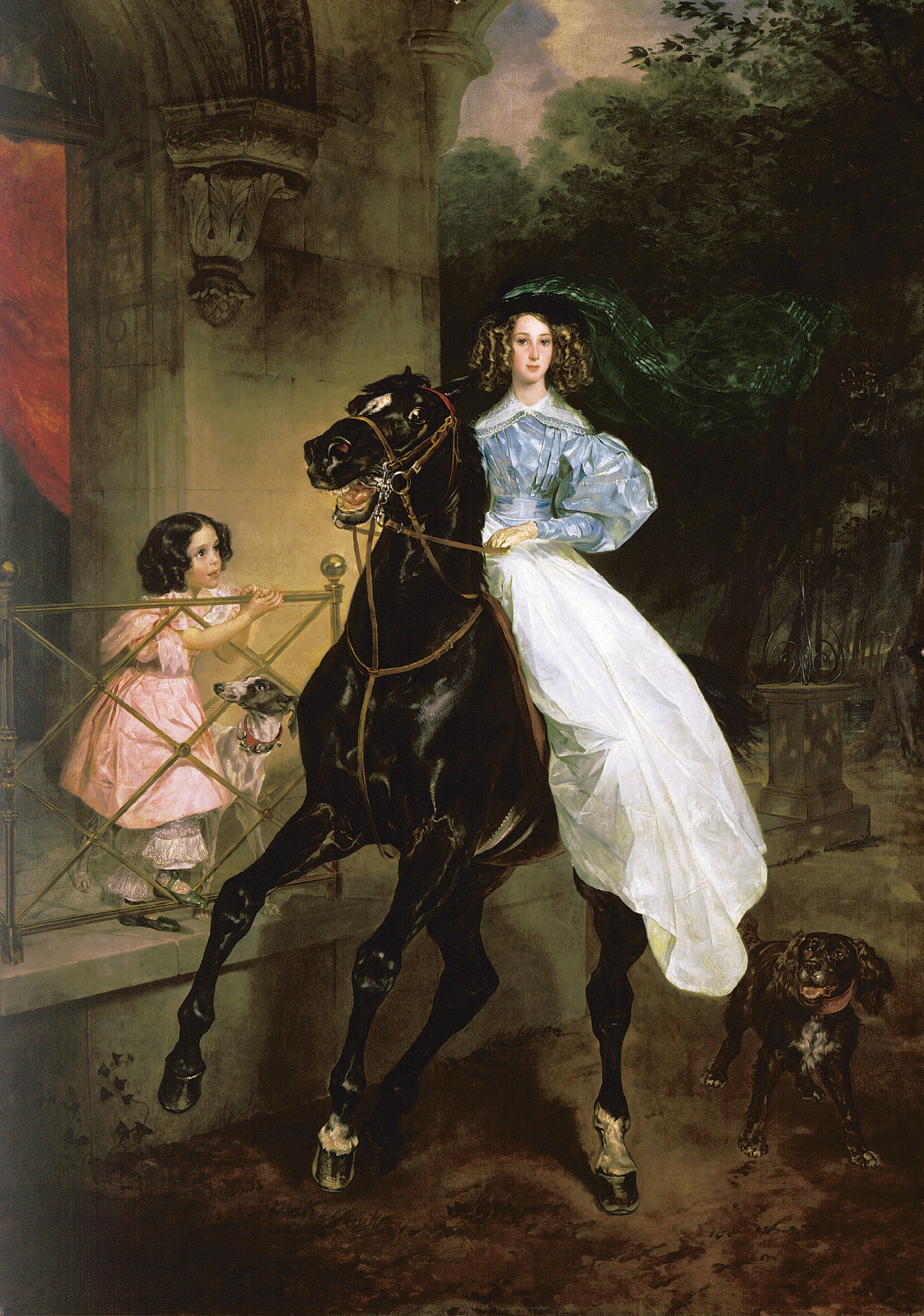
Худ. Брюллов, «Вершниця», 1832 р.
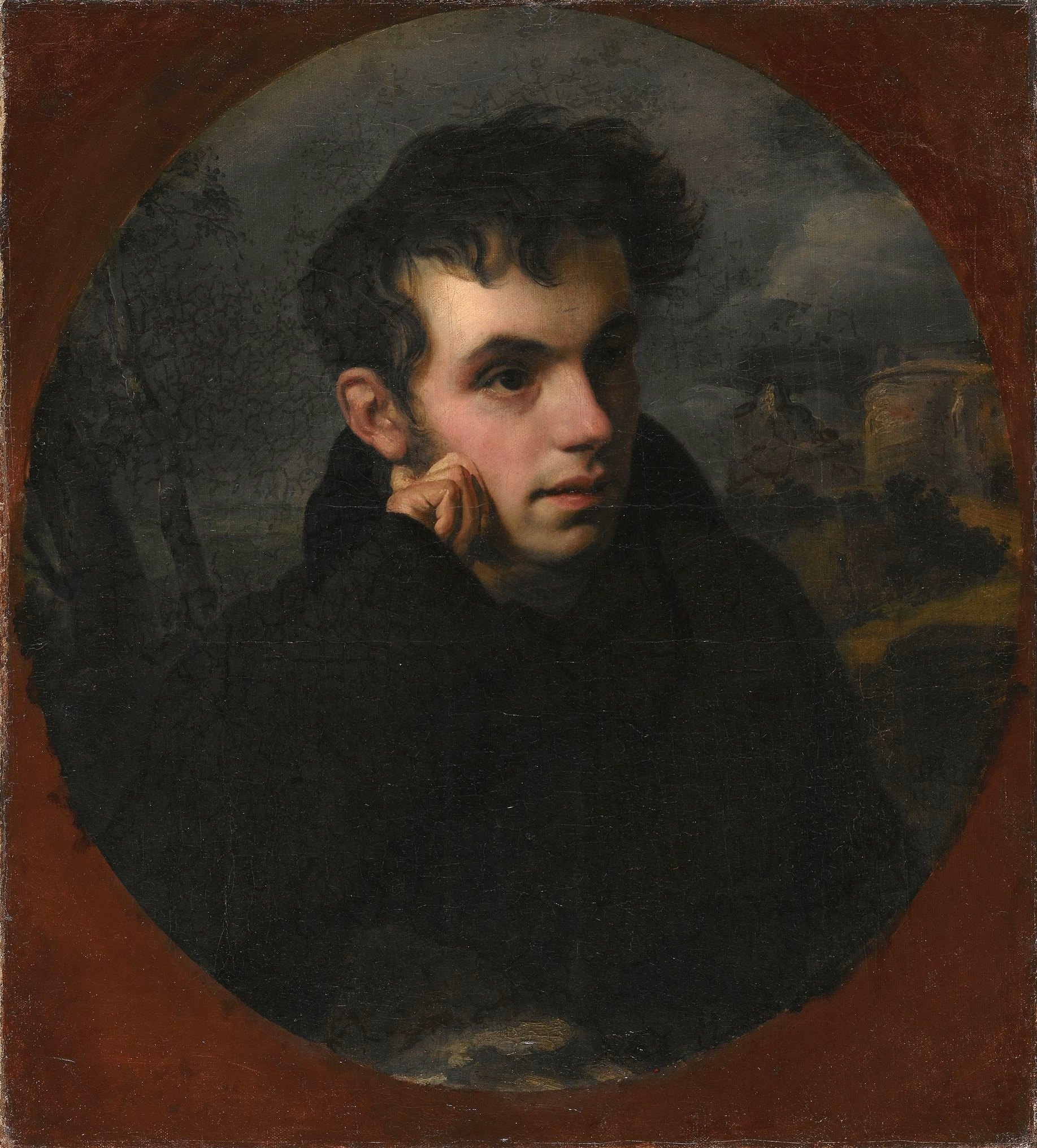
Худ. Кіпренський, «Поет Жуковський», 1815 р.
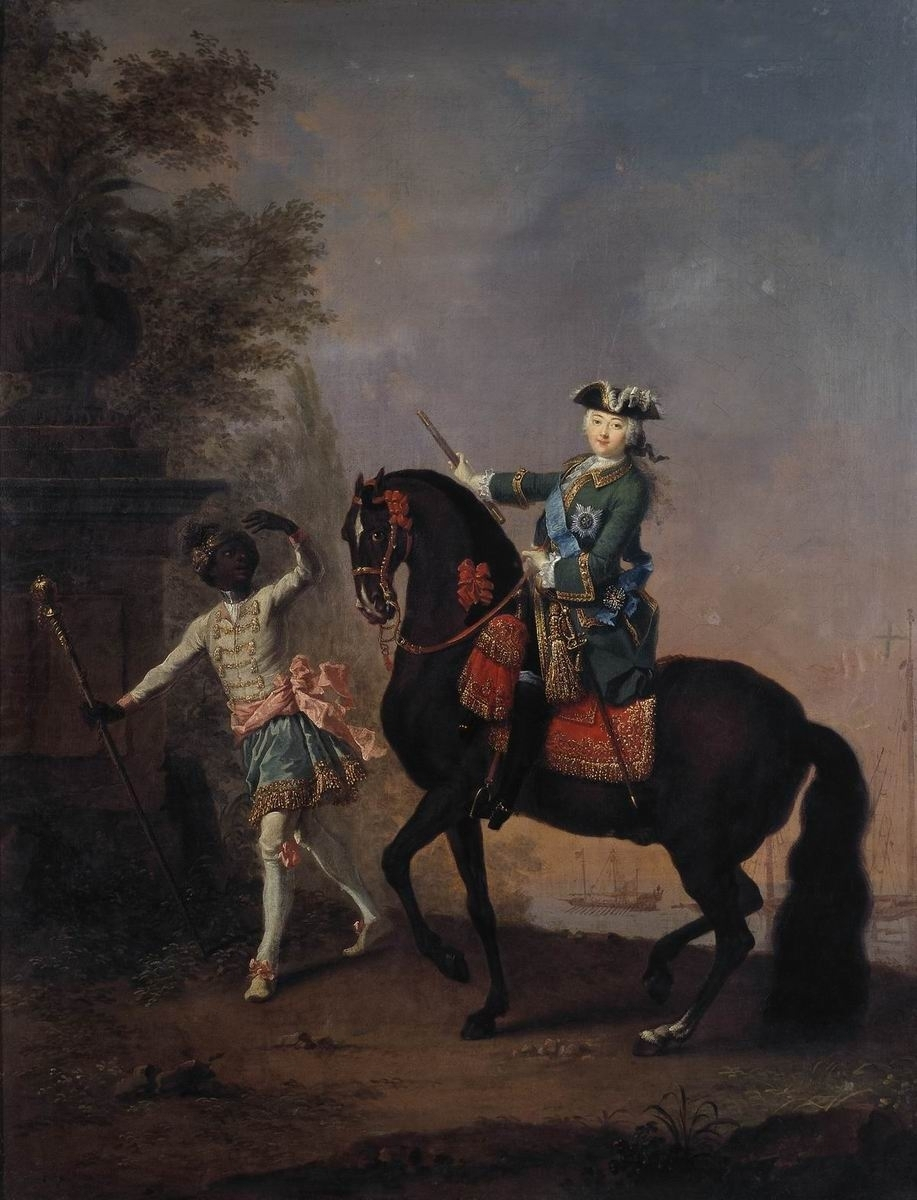
Худ. Гроот, «Імператриця Єлизавета верхи», 1743 р.
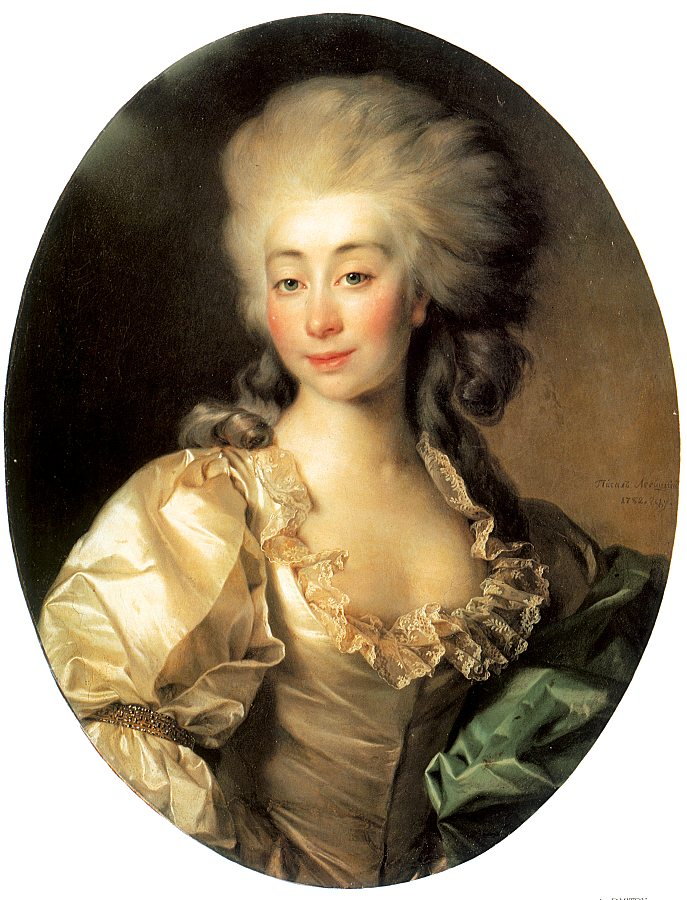
Худ. Левицький. «Урсула Мнішек», 1782 р.
Худ. Нікітін, «Дипломат Г. Головкін», до 1730 р.
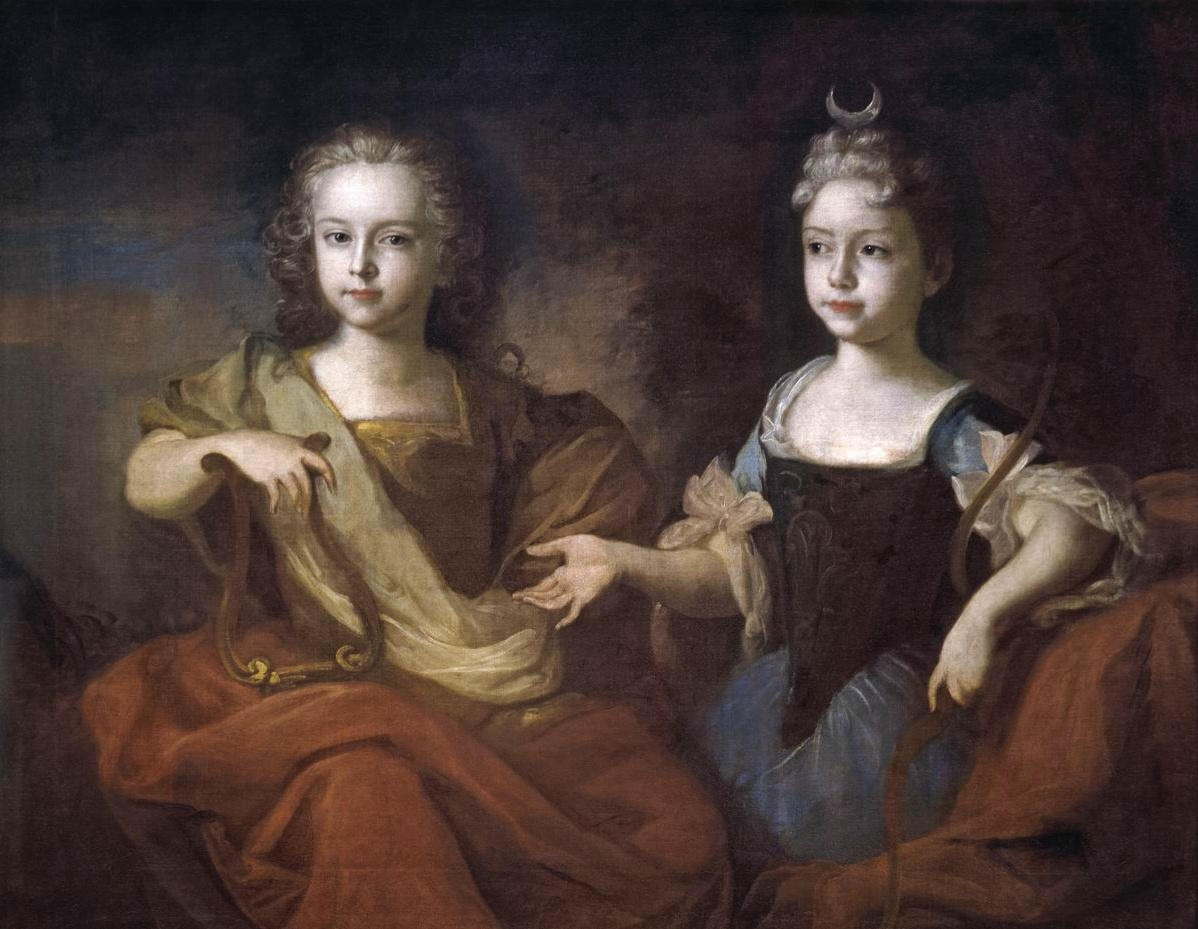
Худ. Луї Каравак, Петро II та Наталя Олексіївна дітьми
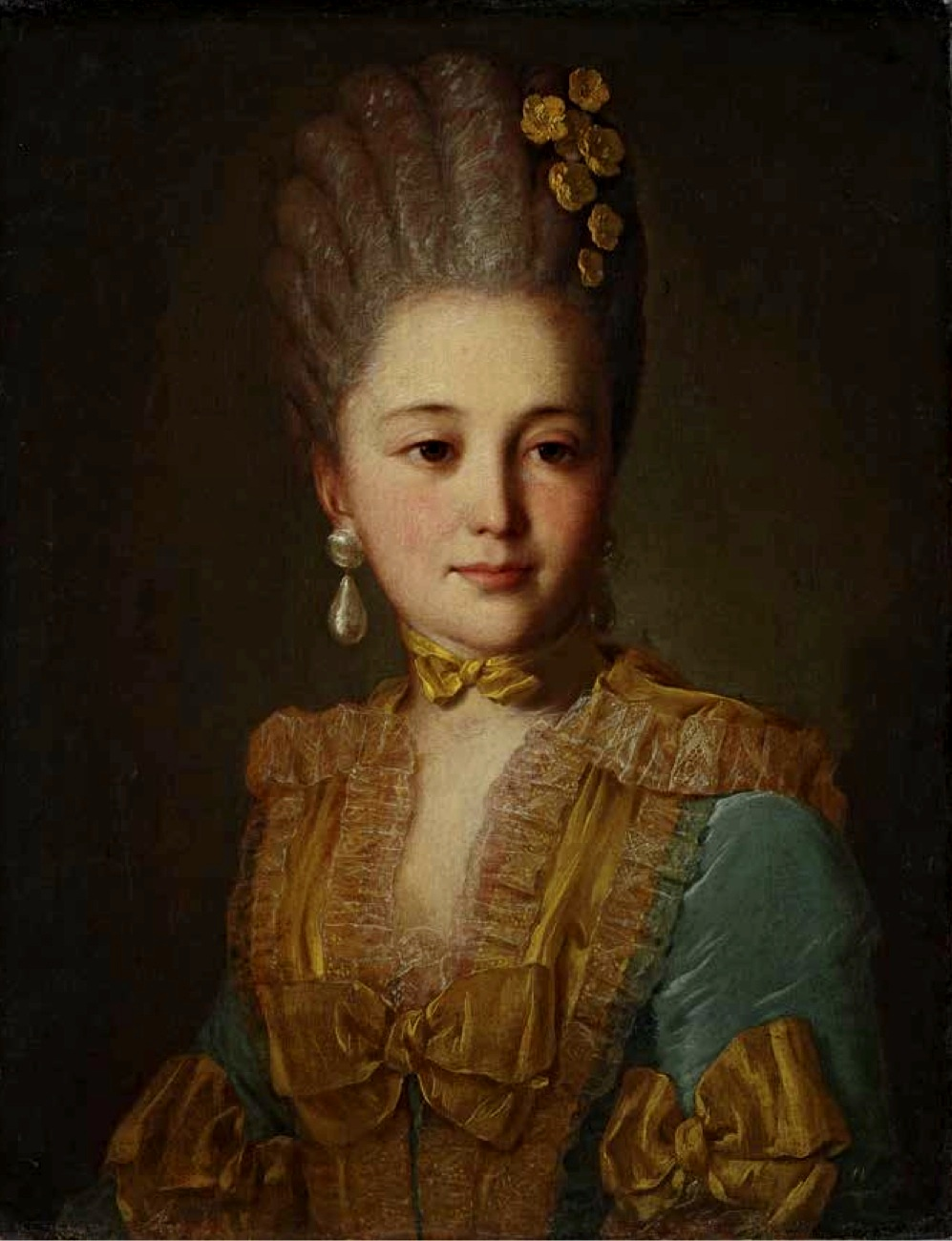
Худ. Рокотов, портрет невідомої пані
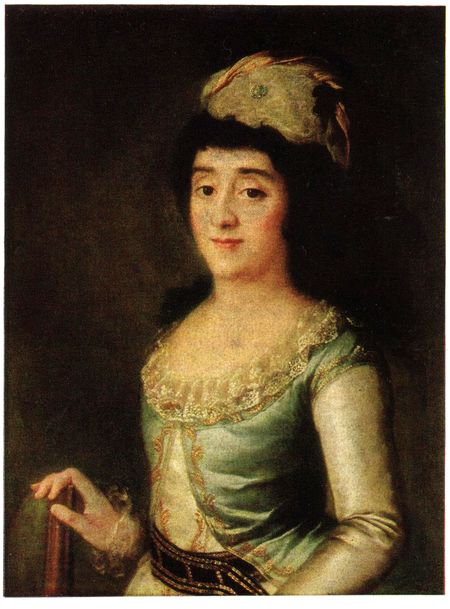
Худ. Петро Дрождін, невідома пані, 1784 р.

На художньому ринку розпочалася конкуренція. Частину картин почав розкуповувати цар і царський двір. Аби випередити царат, самовласний Павло Третьяков удумав купувати картини ще в майстернях художників або самому замовляти потрібні йому портрети чи теми. Так, останній прижиттєвий портрет композитора Мусоргського намалює Рєпін під час лікування Мусоргського від алкоголізму в лікарні. Портрет емігранта і ворога царату Герцена художник Микола Ге сам передав Третьякову, знаючи демократичні смаки володаря. Купував Третьяков і картини несхвальної для царату, антиурядової тематики, картини передвижників. Знаючи про це, цар надіслав Третьякову попередження про заборону експонування для публіки деяких картин його збірки (Рєпін, «Цар Іван Грозний вбиває свого сина»).

## Останні роки

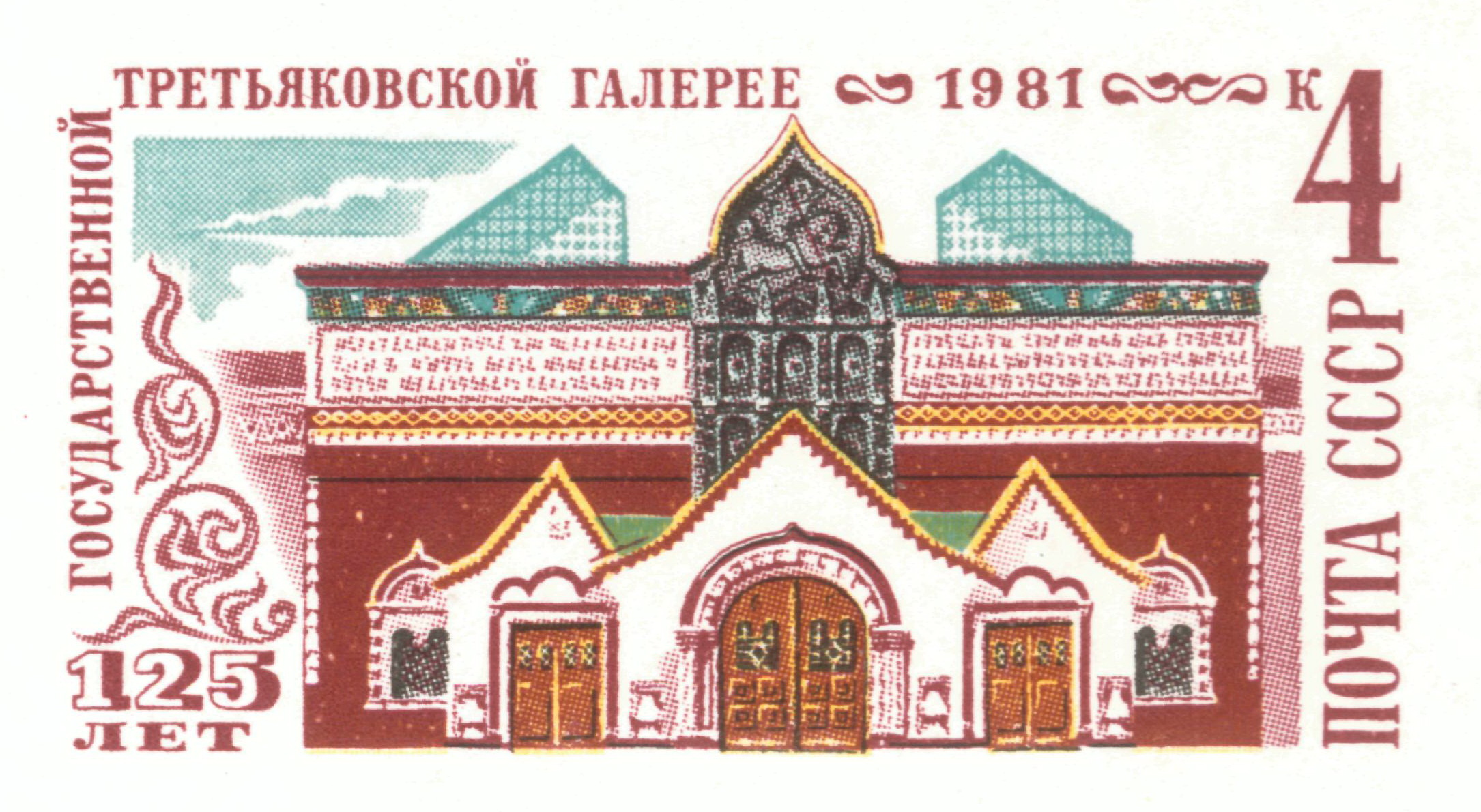

У 1874 р. Павло Третьяков побудував для власної галереї нову будівлю. З 1881 року її відкрили для публічних відвідин.
У 1892 р. П. М. Третьяков по заповіту передав власну галерею разом із приміщенням у ведення Московської міської Думи. На знак подяки Дума призначила його довічним почесним опікуном галереї і надала Третьякову звання Почесний громадянин Москви.
Помер 4 грудня 1898 року і був спочатку похований на Даниловському кладовищі, згодом рештки перенесено на цвинтар Новодівочого монастиря в Москві.